# محاضر

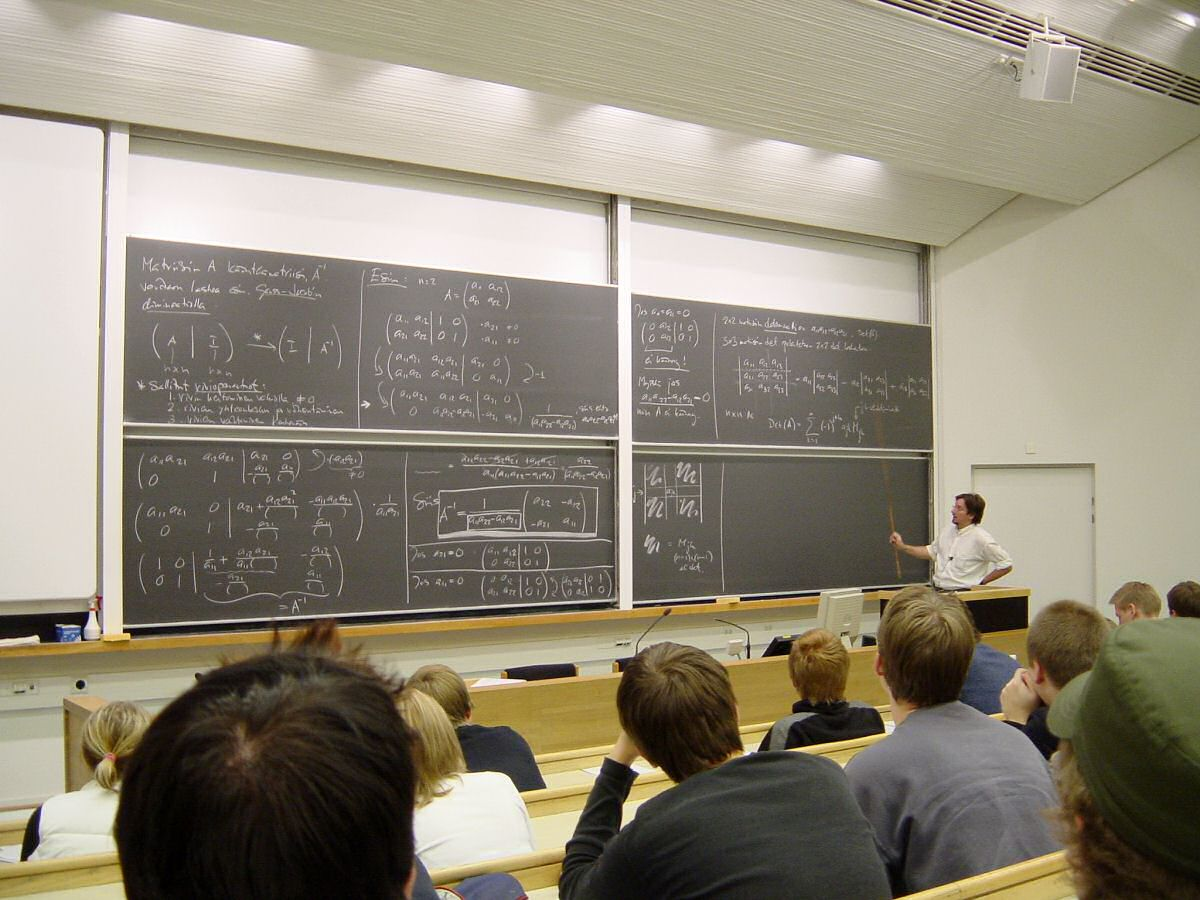
محاضر يلقي محاضرة للطلاب.

المُحاضر بضم الميم، هو الشخص الذي يقوم بإعطاء المحاضرة للطلاب سواءً كان في الكلية أو الجامعة، بشرط أن يكون حاصلًا على شهادة الدكتوراه أو الماجستير، ولكن إن لم يكن حاصلً عليها فيسمى بمعلم أو مدرس.